# ريو كاسي
ريو كاسى (باليابانية: 加瀬 亮) هو ممثل ياباني، ولد في 9 نوفمبر 1974 بيوكوهاما في اليابان.

## الأعمال

### أفلام
- طعم الشاي (2004)
- لا أحد يعلم (2004)
- رسائل من إيوو جيما (2006)
- نظارات (2007)
- طوكيو! (2008)
- الغضب (2010)
- مثل شخص واقع في الحب (2012)
- أختنا الصغيرة (2015)

## وصلات خارجية
- ريو كاسي على موقع IMDb (الإنجليزية)
- ريو كاسي على موقع ألو سيني (الفرنسية)
- ريو كاسي على موقع ميوزك برينز (الإنجليزية)
- ريو كاسي على موقع أول موفي (الإنجليزية)
- ريو كاسي على موقع قاعدة بيانات الأفلام السويدية (السويدية)
- ريو كاسي على موقع قاعدة بيانات الفيلم (الإنجليزية)
- ريو كاسي على موقع كينوبويسك (الروسية)